# Andreas Schmidt (Schauspieler)

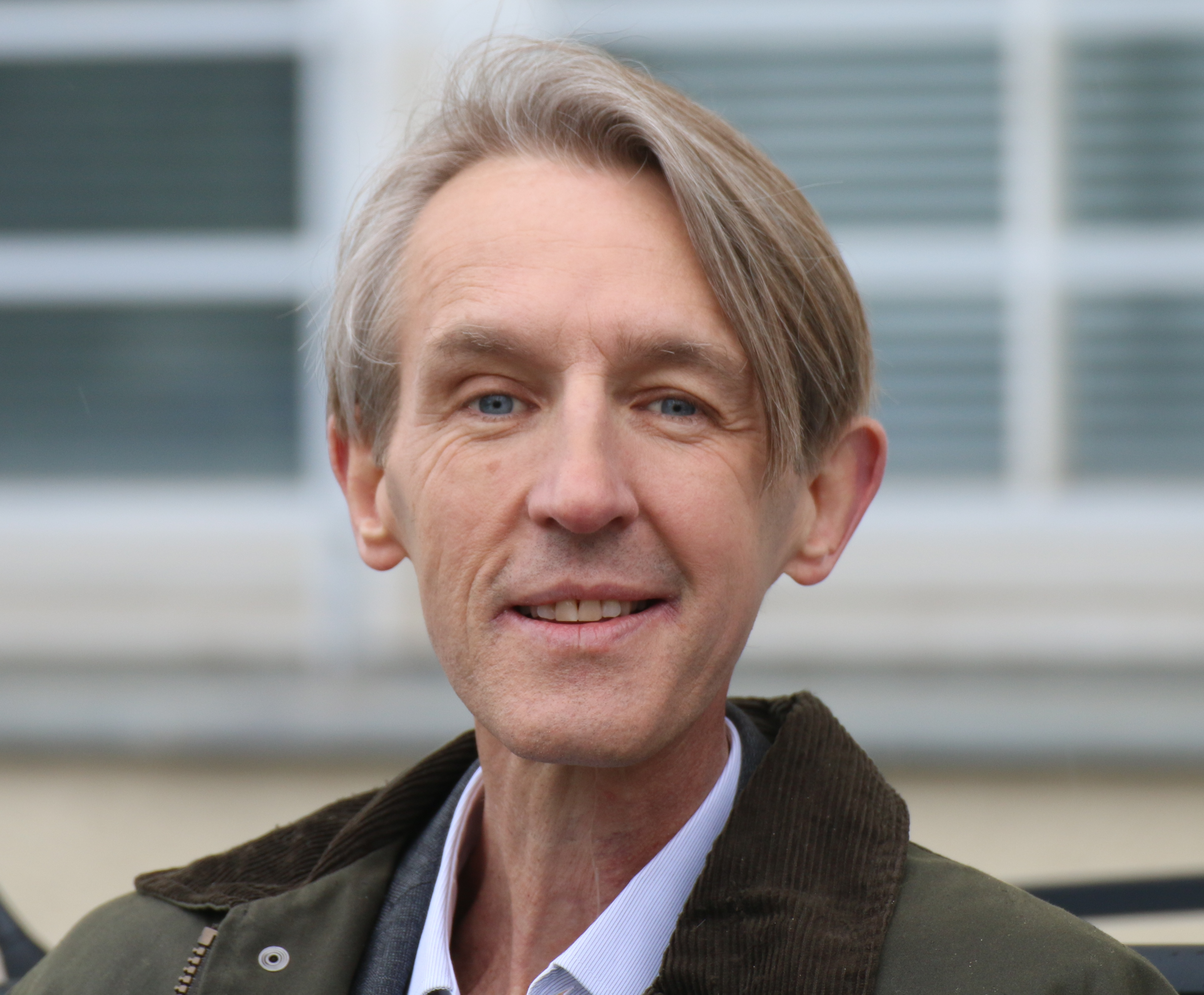
Andreas Schmidt, 2016

Andreas M. Schmidt (* 23. November 1963 in Heggen; † 28. September 2017 in Berlin) war ein deutscher Schauspieler und Regisseur.

## Leben
Schmidt wuchs im West-Berliner Ortsteil Märkisches Viertel auf. Als Jugendlicher war er Sänger der Rockband Lillies große Liebe. Er studierte zunächst Germanistik und Philosophie. Später belegte er diverse Schauspiel- und Regieseminare. Es folgten Bühnenengagements in Mannheim, Dortmund, Bonn und Berlin. Schmidt schrieb und inszenierte eigene Theaterstücke und spielte daneben zahlreiche kleinere Rollen in Filmen. 1994 inszenierte er mit dem mobilen Kinder- und Jugendtheater Nuss & Co die in den Folgejahren bundesweit über 500 Mal aufgeführten Rauch-Zeichen (ein Stück über die erste Zigarette und das Nichtrauchen für die 5. bis 7. Klasse) und 1996 die Zwick-Mühle. Sein Kinodebüt hatte er 1987 in Peng! Du bist tot!. In drei Filmen des Regisseurs Eoin Moore erhielt er jeweils die Hauptrolle: plus minus null (1999) als Alex, Conamara (2000) als Axel und Pigs Will Fly (2002) als Laxe. Im Jahr 2003 wurde er für Pigs Will Fly für den Deutschen Filmpreis als bester Hauptdarsteller nominiert.

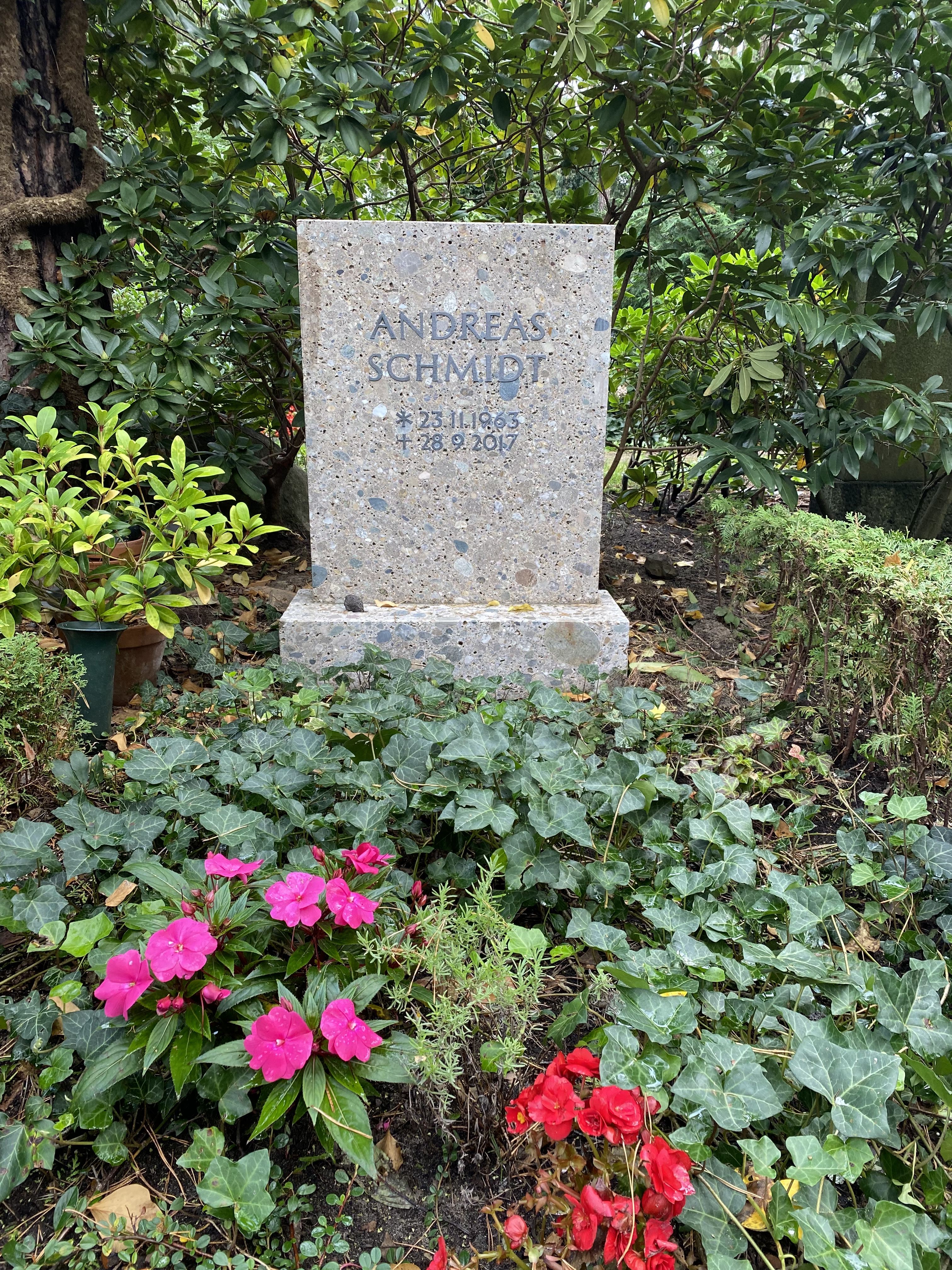
Grabstätte

Im November 2005 feierte Schmidts Regiearbeit Männerhort Premiere im Berliner Theater am Kurfürstendamm. Das Bühnenstück von Kristof Magnusson war in der Besetzung mit Bastian Pastewka, Christoph Maria Herbst, Michael Kessler und Jürgen Tonkel ein großer Erfolg.
Schmidt spielte 2006 in Andreas Dresens Komödie Sommer vorm Balkon und wurde für den Deutschen Filmpreis als bester Nebendarsteller nominiert. Im selben Jahr war er als Tagelöhner Rudi in dem deutschen Spielfilm Neandertal zu sehen. Er gehörte als Darsteller der Figur Zilinski zur Besetzung des KZ-Dramas Die Fälscher, das 2008 mit dem Oscar für den besten fremdsprachigen Film ausgezeichnet wurde. Für seinen Auftritt im Spielfilm Fleisch ist mein Gemüse erhielt er den Deutschen Filmpreis 2009 für die beste männliche Nebenrolle.
Für den Fernsehfilm Ein guter Sommer wurde er 2012 mit dem Grimme-Preis ausgezeichnet.
Sein Schaffen in Film und Fernsehen umfasst mehr als 140 Produktionen.
Schmidt lebte mit seiner Frau und seinem Sohn (* 2008) in Berlin, wo er im September 2017 nach längerer Krebserkrankung im Alter von 53 Jahren verstarb. Er wurde auf dem Waldfriedhof Dahlem (Grabstelle 007-332) beigesetzt.

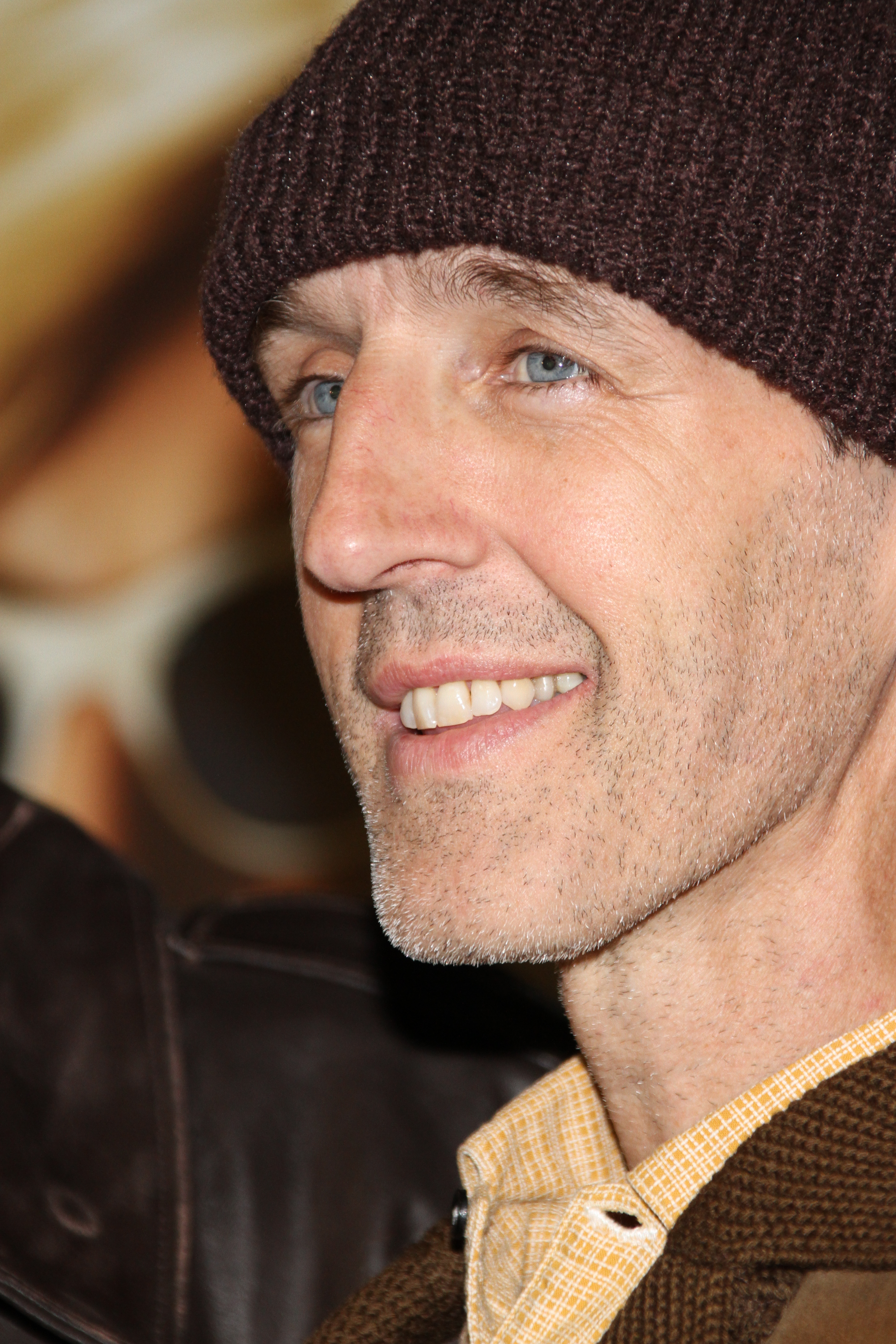
Andreas Schmidt, 2012

## Filmografie
- 1974: Alwin auf der Landstraße
- 1984: Berliner Weiße mit Schuß (Fernsehserie)
- 1987: Peng! Du bist tot!
- 1988: Linie 1
- 1989: Der Leibwächter (Fernsehfilm)
- 1989: Der Rosengarten
- 1989: Stille Betrüger
- 1990: Der doppelte Nötzli
- 1990: Because (Kurzfilm)
- 1991: Leo und Charlotte (Fernsehserie)
- 1991: Die Zauberflöte (Fernsehfilm)
- 1993: Schwarzfahrer (Kurzfilm)
- 1993: Durchreise – Die Geschichte einer Firma – 1933 (Fernsehminiserie)
- 1994: Die Wache – Frischer Wind (Fernsehserie)
- 1994: Im Namen des Gesetzes – Blechschaden (Fernsehreihe)
- 1995–1997: Inseln unter dem Wind (Fernsehserie)
- 1995: Wilder Westerwald (Fernsehfilm)
- 1996: Balko – Robin Hood von Wambel (Fernsehserie)
- 1997: Das Leben ist eine Baustelle
- 1997: Unser Charly – Charly als Schotte (Fernsehserie)
- 1998: Kidnapping Mom & Dad (Fernsehfilm)
- 1998: Der Schnapper: Blumen für den Mörder (Fernsehfilm)
- 1998: plus minus null
- 1998: Kai Rabe gegen die Vatikankiller
- 1999: Im Namen des Gesetzes – Die dunkle Seite (Fernsehreihe)
- 1999: Siebenstein – Rudi hat’s versprochen (Fernsehserie)
- 1999: Ein starkes Team – Braunauge (Fernsehreihe)
- 1999: Liebe ist stärker als der Tod (Fernsehfilm)
- 2000: Crazy
- 2000: OP ruft Dr. Bruckner (Fernsehserie)
- 2000: Conamara
- 2001: Planet Alex
- 2001: Der Solist – Niemandsland (Fernsehfilm)
- 2001: Heidi M.
- 2001: Viktor Vogel – Commercial Man
- 2001: Herzrasen (Fernsehfilm)
- 2001: 99euro-films (Episode Ein Mann boxt sich durch)
- 2001: Schutzengel gesucht (Fernsehfilm)
- 2001: Gnadenlose Bräute (Fernsehfilm)
- 2001: Verkehrsinsel (Kurzfilm)
- 2001: Paris-Teltow (Kurzfilm)
- 2001: Julies Geist
- 2001: Der König vom Block (Fernsehfilm)
- 2002: Gangster
- 2002: Erotic Tales – Porn.com (Kurzfilm)
- 2002: Pigs Will Fly
- 2002: Hotte im Paradies (Fernsehfilm)
- 2002: Auszeit
- 2003: Balko – Leiche gegen Leiche (Fernsehserie)
- 2003: Eierdiebe
- 2003: Beach Boys – Rette sich wer kann (Fernsehfilm)
- 2003: Wolffs Revier – Die Mumie (Fernsehserie)
- 2003: SK Kölsch – Von Männern und Maschinen (Fernsehserie)
- 2003: Alltag (Fernsehfilm)
- 2003: Polizeiruf 110: Die Schlacht (Fernsehreihe)
- 2003: Das Wunder von Lengede (Fernsehfilm)
- 2004: Liebe auf Bewährung (Fernsehfilm)
- 2004: Yugotrip
- 2004: Hunger auf Leben (Fernsehfilm)
- 2004: Bin ich sexy?
- 2004: Farland
- 2004: Ich will laufen! – Der Fall Dieter Baumann (Fernsehfilm)
- 2004: Der Boxer und die Friseuse (Fernsehfilm)
- 2004: Liebe in der Warteschleife (Fernsehfilm)
- 2004: Männer wie wir
- 2004: Folge der Feder!
- 2005: Cataract (Kurzfilm)
- 2005: Das Gespenst von Canterville (Fernsehfilm)
- 2005: SK Kölsch – Jeder gegen jeden (Fernsehserie)
- 2005: Sommer vorm Balkon
- 2005: Stromberg – Theo (Fernsehserie)
- 2005: Im Schwitzkasten
- 2005: Polizeiruf 110: Dettmanns weite Welt (Fernsehreihe)
- 2006: Neandertal
- 2006: Gefangene
- 2006: Mutterglück (Fernsehfilm)
- 2006: Löwenzahn – Hubschrauber – Höhenflug im Elchwinkel (Fernsehserie)
- 2006: Beutolomäus und der geheime Weihnachtswunsch (Fernsehfilm)
- 2006: Tatort: Aus der Traum (Fernsehreihe)
- 2007: Tatort: Roter Tod
- 2007: Die Fälscher
- 2007: Rennschwein Rudi Rüssel 2 – Rudi rennt wieder!
- 2007: Polizeiruf 110: Jenseits (Fernsehreihe)
- 2007: Der Kriminalist – Totgeschwiegen (Fernsehserie)
- 2007: Louis Elefantenherz (Kurzfilm)
- 2007: Rumpelstilzchen (Fernsehfilm)
- 2007: Krauses Fest (Fernsehfilm)
- 2008: Die Anstalt – Zurück ins Leben – Wundervolle Welt (Fernsehserie)
- 2008: Tatort: Borowski und das Mädchen im Moor (Fernsehreihe)
- 2008: Tatort: Der tote Chinese (Fernsehreihe)
- 2008: Fleisch ist mein Gemüse
- 2008: Der Mond und andere Liebhaber
- 2008: Zoogeflüster – Komm mir nicht ins Gehege! (Fernsehfilm)
- 2008: Kommissar Stolberg – Freund und Helfer (Fernsehserie)
- 2009: Die Rebellin (Fernsehfilm)
- 2009: Liebling, weck die Hühner auf (Fernsehfilm)
- 2009: Joanna Trollope: In Boston liebt man doppelt (Fernsehfilm)
- 2009: Der Kriminalist – Die vierte Gewalt (Fernsehserie)
- 2009: Donna Leon – Wie durch ein dunkles Glas (Fernsehreihe)
- 2009: Krauses Kur (Fernsehfilm)
- 2009: Tatort: Altlasten (Fernsehreihe)
- 2010: Im Spessart sind die Geister los (Fernsehfilm)
- 2010: Henri 4
- 2010: Aghet – Ein Völkermord (Dokumentarfilm)
- 2010: Eines Tages…
- 2010: Siebenstein – Plitsch, platsch im Singing Pool (Fernsehserie)
- 2011: Faust
- 2011: Tage, die bleiben
- 2011: Großstadtrevier – Diebe in der Nacht (Fernsehserie)
- 2011: Rififi in Berlin (Kurzfilm)
- 2011: Ein guter Sommer (Fernsehfilm)
- 2011: Das dunkle Nest (Fernsehfilm)
- 2011: Engel der Gerechtigkeit (Fernsehfilm)
- 2011: SOKO Wismar – Wunderkind (Fernsehserie)
- 2011: Das Mädchen auf dem Meeresgrund (Fernsehfilm)
- 2011: Krauses Braut (Fernsehfilm)
- 2011: Die zertanzten Schuhe
- 2012: SOKO Stuttgart – Koi Ahoi (Fernsehserie)
- 2012: Die Abenteuer des Huck Finn
- 2012: Deckname Luna (Fernsehserie)
- 2013: Reiff für die Insel – Katharina und der ganz große Fisch (Fernsehreihe)
- 2013: SOKO Köln – Tödliche Sprechstunde (Fernsehserie)
- 2013: Feuchtgebiete
- 2013: Banklady
- 2013: Sputnik
- 2014: Reiff für die Insel – Katharina und die Dänen
- 2014: Auf das Leben!
- 2014: Die Pfefferkörner – Campingfreunde (Fernsehserie)
- 2014: Polizeiruf 110: Familiensache (Fernsehreihe)
- 2014: Krauses Geheimnis (Fernsehfilm)
- 2015: Dresdner Dämonen (Fernsehfilm)
- 2015: Die Chefin – Die blonde Frau (Fernsehserie)
- 2015: Reiff für die Insel – Katharina und der Schäfer
- 2015: Reiff für die Insel – Katharina und der große Schatz
- 2015: Das Romeo-Prinzip (Fernsehfilm)
- 2015: Jawohlski und Schwarz (Kurzfilm)
- 2016: Ente Gut! Mädchen allein zu Haus
- 2016: Emma nach Mitternacht – Der Wolf und die sieben Geiseln (Fernsehfilm)
- 2016: Schattenspiel (Kurzfilm)
- 2016: Emma nach Mitternacht – Frau Hölle (Fernsehfilm)
- 2016: Wolfsland: Ewig Dein (Fernsehreihe)
- 2016: Wolfsland: Tief im Wald
- 2016: Krauses Glück (Fernsehfilm)
- 2017: Timm Thaler oder das verkaufte Lachen
- 2017: Zwei Bauern und kein Land (Fernsehfilm)
- 2017: Die Unsichtbaren – Wir wollen leben

## Hörspiele und Hörbücher

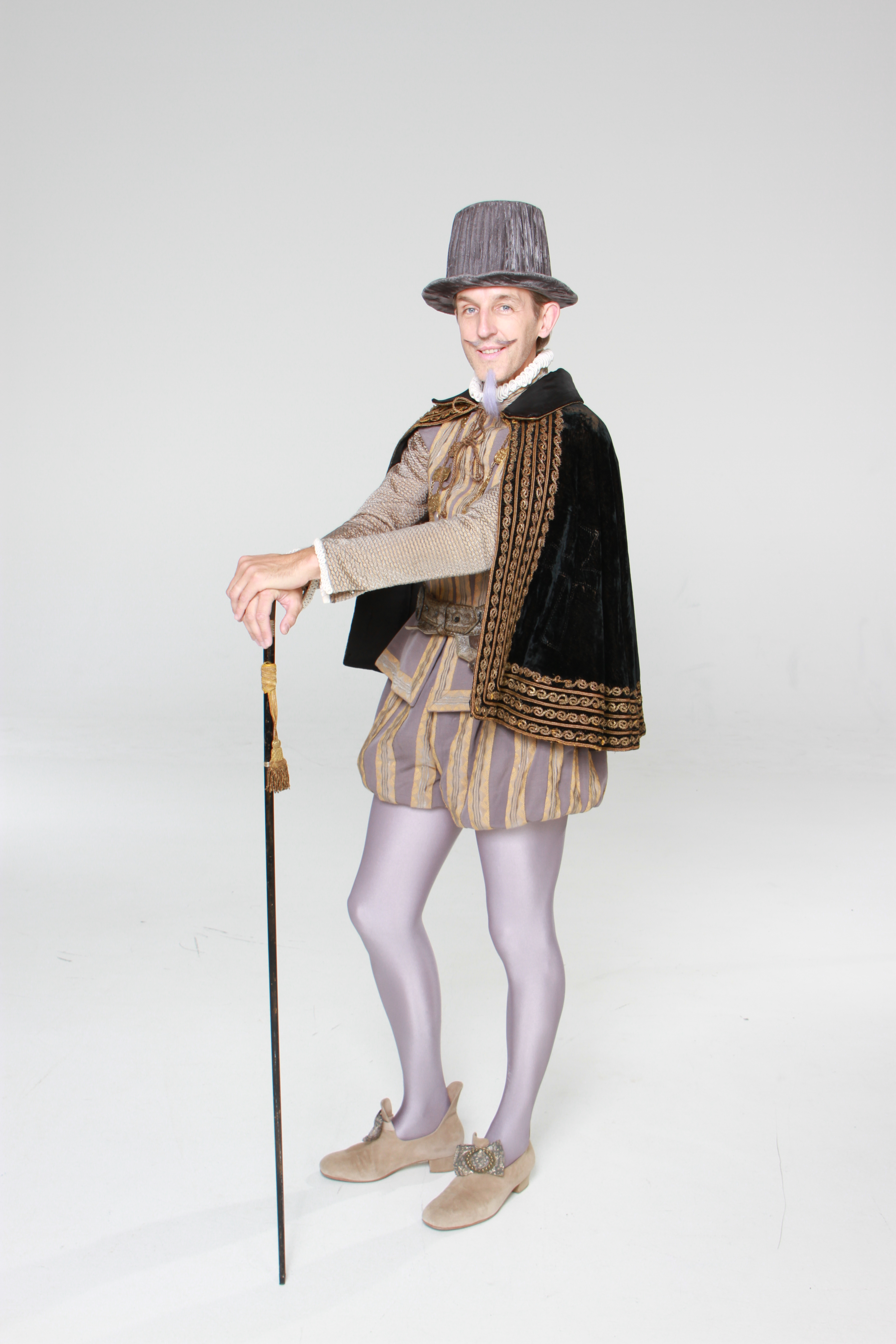
Andreas Schmidt als Hofmeister im Film Die zertanzten Schuhe, 2011

### Hörspiele
- 2008: Tadeusz Borowski: Bei uns in Auschwitz (Witek) – Bearbeitung und Regie: Kai Grehn (RBB)
- 2008: Ingmar Bergman: Fisch (Joakim) – Bearbeitung und Regie: Kai Grehn (Hörspiel – SWR/RBB/BR) Arthaus Premium, EAN: 4006680044712
- 2009: Hans Henny Jahnn: Das Holzschiff (Georg Lauffer) – Bearbeitung und Regie: Kai Grehn (Hörspiel – NDR)
- 2011: Abe Kōbō: Die Frau in den Dünen (Mann) – Bearbeitung und Regie: Kai Grehn (NDR)
- 2012: Aravind Adiga: Der weiße Tiger – Bearbeitung und Regie: Beate Andres (Hörspiel – DKultur/NDR)
- 2013: Mark Twain: Der geheimnisvolle Fremde (Sterndeuter) – Bearbeitung und Regie: Kai Grehn (DLR)
- 2013: E. M. Cioran: Vom Nachteil, geboren zu sein – Bearbeitung und Regie: Kai Grehn (SWR)
- 2014: Esther Dischereit: Blumen für Otello – Regie: Giuseppe Maio (DKultur)
- 2014: Christoph Güsken: Quotenkiller – Regie: Klaus-Michael Klingsporn (DKultur)
- 2014: Steffen Thiemann: Sandsack – Regie: Thomas Wolfertz (Hörspiel – MDR)
- 2014: Anna Böhm: Einschwein – Regie: Klaus Michael Klingsporn (Kinderhörspiel – DKultur)
- 2015: Christoph Güsken: Gotteskrieger – Regie: Klaus Michael Klingsporn (Kriminalhörspiel – DKultur)
- 2015: Albert Wendt: Das tanzende Häuschen – Regie: Wolfgang Rindfleisch (Kinderhörspiel – DKultur)
- 2016: Kai Grehn: Mu! oder People must be punished (Bob) – Regie: Kai Grehn (Hörspiel – RB)

### Hörbücher
- 2004: Paul Plamper/Robert Ohm: Kantomias rettet die Welt: der Angriff der Klonkrüger (Hörspiel – DLR/SWR), Hoerspielpark ISBN 978-3-941998-32-2.
- 2006: Alfred Döblin: Die Geschichte vom Franz Biberkopf (Reinhold) – Regie: Kai Grehn (Hörspiel – SWR/DKultur) Patmos Verlagshaus ISBN 3-936165-86-6 / Arthaus Premium EAN 4006680041896.
- 2008: Jo Nesbø: Doktor Proktors Pupspulver, Der Hörverlag, ISBN 978-3-86717-358-2.
- 2009: Jo Nesbø: Doktor Proktors Zeitbadewanne, Gekürzte Lesung, Der Hörverlag, ISBN 978-3-8445-0523-8.
- 2011: Jo Nesbø: Doktor Proktor verhindert den Weltuntergang. Oder auch nicht..., Gekürzte Lesung, Der Hörverlag, ISBN 978-3-8445-0688-4.
- 2013: Jo Nesbø: Doktor Proktor im Goldrausch, Gekürzte Lesung, Der Hörverlag, ISBN 978-3-8445-1222-9
- 2015: Franz Werfel: Die vierzig Tage des Musa Dagh (Geheimrat) – Bearbeitung und Regie: Kai Grehn (Hörspiel (2 Teile) – SWR/NDR/HR) Der Hörverlag, ISBN 978-3-8445-1829-0.
- 2016: Antoine de Saint-Exupéry: Der kleine Prinz (Eitle) – Übersetzung, Bearbeitung und Regie: Kai Grehn (Hörspiel – WDR) Hörbuch Hamburg/Silberfisch, ISBN 978-3-86742-309-0.

## Auszeichnungen
- 1999: Darstellerpreis des Sochi International Film Festival für plus minus null
- 2003: Nominierung für den Deutschen Filmpreis für Pigs Will Fly (Beste darstellerische Leistung – männliche Hauptrolle)
- 2006: Nominierung für den Deutschen Filmpreis für Sommer vorm Balkon (Beste darstellerische Leistung – männliche Nebenrolle)
- 2009: Deutscher Filmpreis für Fleisch ist mein Gemüse (Beste darstellerische Leistung – männliche Nebenrolle)
- 2011: Hessischer Fernsehpreis für Ein guter Sommer (Jury-Sonderpreis mit Jördis Triebel und Devid Striesow für ihre Ensembleleistung)
- 2012: Grimme-Preis für Ein guter Sommer (gemeinsam mit Edward Berger – Buch/Regie, Michael Schenk – Buch, Jördis Triebel und Devid Striesow – Darstellung)

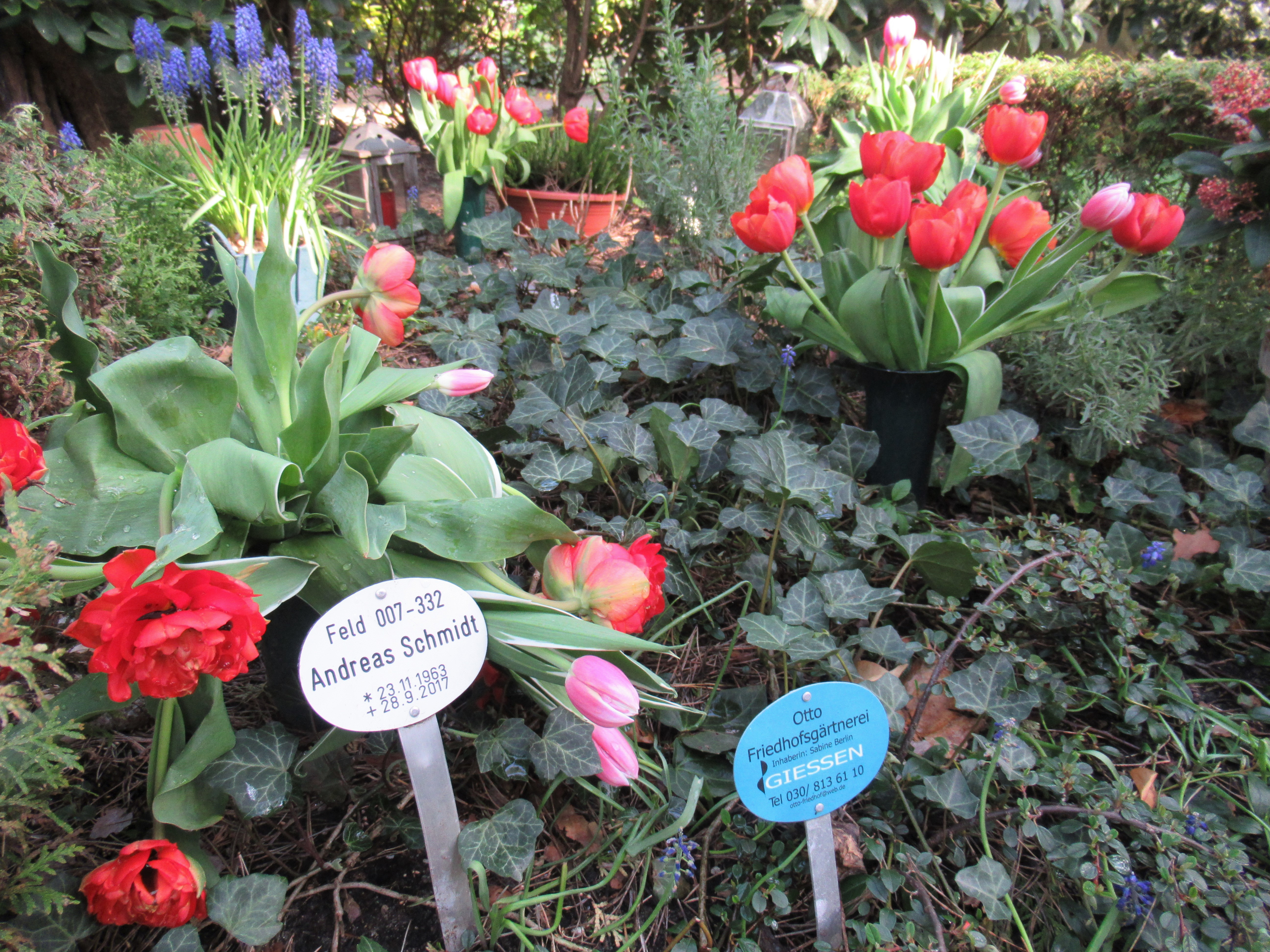
Andreas Schmidts Grab (ohne Grabstein) auf dem Waldfriedhof Dahlem